# Bauhinia membranacea
Bauhinia membranacea är en ärtväxtart som beskrevs av George Bentham. Bauhinia membranacea ingår i släktet Bauhinia och familjen ärtväxter. Inga underarter finns listade i Catalogue of Life.